# Праздничата
Празднича́та (рос. Праздничата, марій. Праздничата) — присілок у складі Оршанського району Марій Ел, Росія. Входить до складу Шулкинського сільського поселення.

## Населення
Населення — 13 осіб (2010; 5 у 2002).
Національний склад (станом на 2002 рік):
- росіяни — 100 %